# Variabile BY Draconis
Le variabili BY Draconis sono una classe di stelle variabili di sequenza principale che appartengono alle classi spettrali K o M. Il nome deriva dal prototipo della classe, BY Draconis. 
Si tratta di stelle che mostrano delle variazioni nella loro luminosità a causa della presenza sulla loro superficie di macchie fotosferiche e strutture attive cromosferiche che si mostrano periodicamente con la rotazione della stella. Le fluttuazioni luminose risultanti ammontano generalmente a meno di 0,5 magnitudini lungo un arco di tempo equivalente al periodo di rotazione della stella, che varia tipicamente da alcune ore sino ad alcuni mesi. Alcune di queste stelle mostrano anche dei flare, che le rendono quindi appartenenti anche alla classe delle variabili UV Ceti.
Segue una tabella che mostra le principali variabili BY Draconis.
| Nome               | MV max | Variazioni di magnitudine | Periodo (giorni) |
| ------------------ | ------ | ------------------------- | ---------------- |
| Epsilon Hydrae     | 3,35   | 0,04                      |                  |
| Epsilon Eridani    | 3,73   | 0,05                      |                  |
| Xi Bootis A        | 4,70   | 0,15                      | 10,14            |
| MQ Serpentis       | 4,99   | 0,12                      |                  |
| 61 Cygni A         | 5,19   | 0,08                      |                  |
| 12 Ophiuchi        | 5,76   | 0,04                      |                  |
| OP Andromedae      | 5,92   | 0,09                      |                  |
| HN Pegasi          | 5,92   | 0,03                      | 24,9             |
| LW Comae Berenices | 6,31   | 0,01                      | 15,8             |
| TW Piscis Austrini | 6,44   | 0,07                      | 10,30            |